# Michael Dunn

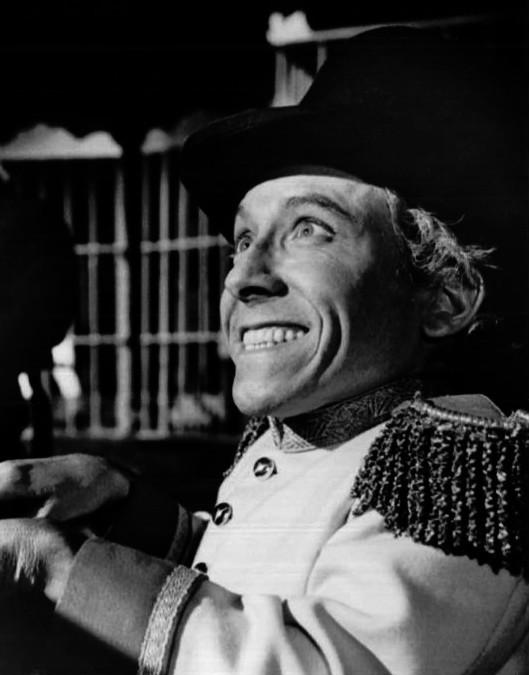
Michael Dunn (1968)

Michael Dunn (Geburtsname: Gary Neil Michael Joseph Alvious A'Dunn Miller) (* 20. Oktober 1934 in Shattuck, Oklahoma, USA; † 29. August 1973 in London, England) war ein US-amerikanischer Film- und Theaterschauspieler.

## Leben
Dunn zog 1938 im Alter von vier Jahren mit seinen Eltern nach Detroit, Michigan. 1940 wurde bei dem erst Sechsjährigen Kleinwuchs ohne Aussicht auf Heilung diagnostiziert. Als durch die Krankheit seine Ellbogen versteiften, musste er den Traum, Pianist zu werden, aufgeben. Bis 1951 besuchte Dunn die Detroit Redford High School, saß während dieser Zeit im Schülerrat und war Kapitän der örtlichen Cheerleader-Truppe. Als Erwachsener erreichte er eine Größe von maximal 1,17 Metern bei 35 kg Körpergewicht. Durch verschiedene Gesundheitsprobleme verringerte sich die Größe leicht in späteren Jahren. 
Als er 18 Jahre alt war, begann Dunn an der University of Michigan zu studieren. Nach einem Wechsel an die University of Florida sammelte er bereits erste Erfahrungen als Schauspieler, war erneut Cheerleader und als Redakteur der Studentenzeitung tätig. 1956 schloss er sein Studium der Politikwissenschaften ab. Dunn hatte zeitlebens einen gemessenen Intelligenzquotienten von 178.
Um sich finanziell über Wasser halten zu können, begann Dunn als Sänger in Bars aufzutreten, hatte jedoch im Hinterkopf immer die Option, Schauspieler zu werden. In der Folge ging Dunn verschiedenen Jobs nach. So war er Sportreporter, Hoteldetektiv und Angestellter bei einer Missionsgesellschaft.
Erst als er nach New York City umzog, bekam er erste Engagements auf Bühnen, allerdings nicht am Broadway. 1963 wurde er für seine Darstellung in Edward Albees Drama „Ballad Of A Sad Cafe“ für den Tony Award nominiert. Bereits ein Jahr zuvor erfolgte sein Filmdebüt in Saul Swimmers Drama „Without Each Other“. Für die Rolle des Carl Glocken in Stanley Kramers „Das Narrenschiff“ („Ship of Fools“, 1965) wurde er für den Oscar als bester Nebendarsteller nominiert.
Trotz der guten Rollen, die Dunn im Laufe seiner Karriere erhielt, fühlte er sich zusehends ungefordert. Alkoholprobleme stellten sich ein. Eine Leberzirrhose war die Folge. Allerdings wussten nur wenige von der Krankheit, so dass man weitgehend annahm, dass Dunn Suizid begangen habe. Er starb jedoch in London an einem Herzinfarkt. Michael Dunn, bei seinem Tod knapp 110 Zentimeter groß, wurde nur 38 Jahre alt.

## Filmografie

### Spielfilme
- 1965: Das Narrenschiff (Ship of Fools)
- 1966: Big Boy, jetzt wirst Du ein Mann! (You're a Big Boy Now)
- 1968: Nur noch 72 Stunden (Madigan)
- 1968: Bizarre Morde (No Way to Treat a Lady)
- 1968: Brandung (Boom)
- 1968: Kampf um Rom (2 Teile)
- 1969: Alexandria – Treibhaus der Sünde (Justine)
- 1970: Ticky – Eine Nummer zu klein (Trop petit mon ami)
- 1971: Mord in der Rue Morgue (Murders in the Rue Morgue)
- 1973: Der Werwolf von Washington (The Werewolf of Washington)
- 1974: Die Leichenfabrik des Dr. Frankenstein (Il castello della paura)
- 1974: Das Labor des Grauens – The Freakmaker (The Mutations)
- 1974: Christina – Zwischen Thron und Liebe (The Abdication)

### Fernsehserien
- Geächtet
- Mini-Max
- Verrückter wilder Westen
- Amos Burke
- Wettlauf mit dem Tod
- Die Seaview – In geheimer Mission
- Die Monroes
- Tarzan
- Raumschiff Enterprise (Platons Stiefkinder)
- Bonanza
- Night Gallery

## Auszeichnungen
Michael Dunn wurde 1966 für seine Darstellung in „Das Narrenschiff“ mit einer Oscarnominierung belohnt.